# Johan Peter Strömberg
Johan Peter Strömberg, född 19 augusti 1773 i Stockholm, död 20 september 1834 i Oslo, var en svensk skådespelare, dansare och teaterdirektör. Han var under en del av sin karriär aktiv i Norge, där han är känd som grundaren av den första offentliga teatern i Oslo och som pedagog i den första norska teaterskolan.

## Biografi
Johan Peter Strömberg var son till tobaksfabrikören Anders Olofsson Strömberg och Ulrica Sophia Bourchell samt gifte sig 1797 i Norrköping med dansaren Maria Christina Sophia Ehrnström. De hade en son Johan Henric som avled i Norrköping den 8 november 1800.

### Tidig karriär
Strömberg debuterade i Nyköping 1793 i E. M. Wederborgs teatertrupp, och var sedan engagerad hos Carl Gottfried Seuerling, Johan Peter Lewenhagen, A. O. Hofflund och, mellan 1794 och 1798, hos Johan Anton Lindqvist. Han bildade sedan ett eget sällskap. 
Han var som teatergrundar en pionjär och drev egna teatrar i Uddevalla 1798–99, i Nyköping 1800–02 och i Göteborg 1813–15.  Han öppnade 1798 en teater i Uddevalla, men tvingades ge upp projektet 1799. Han öppnade i september 1800 ännu en permanent teater, denna gång i Nyköping, men tvingades stänga av ekonomiska skäl efter säsongen 1801-02.   Åren 1813-15 var han sedan direktör för Comediehuset i Göteborg.
I januari 1801 överlät teaterdirektören Andreas Widerberg sitt kungliga teaterprivilegium på arrende till Johan Peter Lewenhagen, Johan Peter Strömberg och A. O. Hofflund som gällde för Göteborg och alla rikets städer utom Stockholm. Detta mot villkor att de ombesörjde alla omkostnader, bevillingar och avgifter vid pjäsernas uppförande.

### Norge
Många av de svenska teatertrupperna besökte även Norge, där teaterverksamhet i övrigt begränsade sig till privat amatörteater, och han uppträdde i Norge första gången 1803. Han och frun drev undervisning i dans och drama i Trondheim 1803-04 och 1805, i Kristiansund 1804-05, och i Det Dramatiske Selskab i Oslo 1806-09.  
Strömberg fick år 1809 tillstånd till att grunda en teater i Oslo. I Norge fanns vid denna tid ingen offentlig yrkesteater, och Strömberg ville grunda en norsktalande teater med norska aktörer, ett projekt han slutligen påbörjade år 1824-25 genom att grunda Norges första dramaskola. År 1827 invigdes Christiania Offentlige Theater med hans elever som personal. Han fick dock kritik för de bristfälligt utbildade aktörerna, och tvingades anställa danska skådespelare. Den 4 november 1827 uppförde han dock sin pjäs Fredsfesten om den svensk-norska unionen, vilket upprörde både kungen och norrmännen. Han gick i konkurs 1828, och teatern övertogs av danskar. Teatern överlevde dock som Norges nationalscen, känd som Christiania Theater, Norges förstas offentliga teater.
Johan Peter Strömberg dog fattig år 1834.